# Madame de...
Madame de... es una película de drama romántico de 1953 dirigida por Max Ophüls a partir de un guion que coescribió con Marcel Achard y Annette Wademant, basada en la novela de 1951 Madame de... de Louise Lévêque de Vilmorin. La película se considera una obra maestra del cine francés de los años cincuenta. Andrew Sarris la llamó «la película más perfecta jamás realizada». Ophüls dijo que le atrajo la construcción de la historia, afirmando que «siempre hay el mismo eje alrededor del cual la acción gira continuamente como un carrusel. Un eje diminuto, apenas visible: un par de pendientes».
El título de la película refleja el hecho de que el apellido de la señora en cuestión – mismo que el de su marido– nunca se oye ni se ve en pantalla. Las pocas veces en la película en las que podría revelarse, queda oscurecido por el ruido o un truco de cámara.

## Argumento
Louise (Danielle Darrieux) es una mujer aristocrática de la Belle époque París, casada con André (Charles Boyer), a la vez conde y general de alto rango del ejército francés. Louise es una mujer hermosa, pero mimada y superficial, que ha acumulado deudas debido a su estilo de vida. Se las arregla para vender en secreto sus costosos pendientes de diamantes en forma de corazón, un regalo de bodas de su marido, al joyero original, el señor Rémy (Jean Debucourt). Las relaciones entre Louise y André son amigables, pero duermen en camas separadas, no tienen hijos y André tiene una amante secreta de la que se ha cansado recientemente. Louise disfraza la desaparición de los pendientes fingiendo haberlos perdido en la ópera. La búsqueda llega finalmente a los periódicos, lo que a su vez incita a Rémy a acudir a André y ofrecerle «discretamente» revenderlos. Él acepta alegremente y, en lugar de confrontar a su esposa, le entrega fríamente los pendientes a su amante, Lola (Lia Di Leo), a quien casualmente despide permanentemente a Constantinopla.
Sin embargo, en su destino, Lola pronto vende los pendientes para saldar deudas de juego y luego son comprados por un barón italiano, Fabrizio Donati (Vittorio De Sica), que se dirige a un alto puesto diplomático en París. A través de una serie de encuentros, Donati se enamora de Louise y luego baila con ella hasta altas horas de la noche en un baile. La larga ausencia de André «por maniobras» facilita la aventura de la pareja. Cada vez que pasa el tiempo, el barón le pregunta a Louise si ha tenido noticias de su marido. El regreso de André hace que Louise deje de ver a Donati, pero durante una excursión de caza en la que están presentes los tres, ve a Donati caer de su caballo y se desmaya. Ella dice que tiene «un corazón débil», pero André ve este comportamiento como una afectación y el hecho le hace sospechar.
Louise se desconsola y anuncia que se tomará unas largas vacaciones en la región de los lagos italianos, alarmando tanto a su marido como a su amante. Donati trae regalos: rosas con los mismos aretes que había vendido antes. Lo que antes había dejado de lado con tanta facilidad, de repente tiene significado para ella. A solas en Italia, Louise intenta olvidar a Donati, quien la obsequia con cartas, a las que ella escribe respuestas, que rápidamente destruye. Ella se reencuentra con él en secreto y le confiesa que sólo puede consolarse con la posesión de los pendientes, que ahora identifica con su amante, no con su matrimonio. A su regreso a París, Louise decide continuar con la aventura. Para explicar la reaparición de los aretes, ahora crea un elaborado truco de que habían estado extraviados en uno de sus guantes todo el tiempo, haciendo un gran espectáculo al «encontrarlos» frente a André. Él sabe que ella está mintiendo pero no dice nada.
En otro baile formal, André le quita los pendientes a Louise, silenciosamente lleva a Donati a un lado y lo confronta sobre ellos, revelando su verdadera historia. Luego se los da a Donati y le ordena que se los vuelva a vender al joyero, para que pueda volver a comprarlos por tercera vez y dárselos nuevamente a Louise. Antes de partir, Donati le informa a Louise que ya no puede verla y le expresa su dolor al enterarse de sus mentiras. Louise cae en una profunda depresión. André le regala los pendientes que ha vuelto a comprar y le informa que su infelicidad es culpa suya y que debe regalarlos a su sobrina que acaba de dar a luz. Louise, entre lágrimas, acepta. La sobrina pronto se ve obligada a vender los pendientes una vez más a Rémy para pagar las deudas de su propio marido, y Rémy se ofrece a vendérselos a André por cuarta vez, pero ahora él se niega enojado. Louise va ella misma al joyero y compra los aretes con el dinero de las ventas de sus otras joyas y pieles. Informa a André de lo que ha hecho. En su angustia por haber perdido a su amor – o tal vez nunca haberlo tenido – André va al club de caballeros donde se enfrenta a Donati con el pretexto de un desaire y lo reta a un duelo a pistola.
Louise le ruega a Donati que no continúe con el duelo; André ha demostrado ser un excelente tirador y seguramente lo matará. Aunque lo piensa por un moment, Donati se niega a retirarse y llega al campo de duelo con sus segundos y los de André. Mientras tanto, Louise va a la Iglesia de Saint-Étienne-du-Mont para rezar fervientemente en el santuario de Santa Genoveva para que Donati se salve, el mismo lugar donde antes se la vio rezando frívolamente para que el joyero esté dispuesto a recomprarle los pendientes. Luego corre con su sirviente hacia el duelo justo cuando los agentes informan a los duelistas que la «parte ofendida», André, puede disparar primero. Apunta a Donati, que se mantiene firme. Mientras Louise se apresura colina arriba hacia el duelo, se escucha un solo disparo, pero ningún segundo disparo, lo que implica que un duelista puede estar muerto. Se desploma contra un árbol mientras el sirviente corre en busca de ayuda.
Al final, se ve que Louise dejó una vela encendida en el santuario, junto con sus preciados aretes y una tarjeta que dice que son un regalo (implícitamente póstumo) de ella.

## Reparto
- Danielle Darrieux: Condesa Louise de...
- Charles Boyer: General-Conde André de...
- Vittorio De Sica: Barón Fabrizio Donati.
- Jean Debucourt: Rémy, joyero.
- Lia Di Leo: Lola, amante del André.
- Mireille Perrey: Nounou, nodriza de la condesa.
- Jean Galland: M. de Bernac.
- Hubert Noël: Henri de Malville.
- Jacques Josselin: diplomático.
- Paul Azaïs: Léon, cochero de Louise.
- Claire Duhamel: Élisabeth, sobrina de André.
- Jean Toulout: decano del cuerpo diplomático.
- Georges Vitray: viejo periodista.
- Albert Michel: cochero de Donati.
- Léon Walther: administrador del teatro.
- Madeleine Barbulée: amiga de Louise.
- Colette Régis: vendedora de velas.
- Germaine Stainval: embajador.
- Jacques Beauvais: mayordomo.
- Émile Genevois: soldado ordenado.
- Gérard Buhr: oficial de aduanas.
- Michel Salina: testigo del duelo.
- Georges Paulais: testigo del duelo.
- Robert Moor: diplomático.
- Léon Pauléon: oficial de justicia.
- Jean Degrave: hombre del club.
- Charles Bayard: diplomático durante la recepción.
- Franck Maurice: encargado del equipaje del tren.
- René Worms: hombre en la casa de la sobrina del general.
- Jimmy Perrys: controlador de aduanas.
- Serge Lecointe: Jérôme Rémy (sin acreditar).
- Guy Favières: Julien, sirviente de la condesa (sin acreditar).